# Reynold (Uruguai)
Reynold és una entitat de població de l'Uruguai, ubicada al departament de Durazno.
Es troba a 146 metres sobre el nivell del mar. Té una població aproximada de 659 habitants.